# Aeropuerto de Tallin
El Aeropuerto de Tallin (en estonio: Lennart Meri Tallinna lennujaam) (IATA: TLL, OACI: EETN), también conocido como Aeropuerto de Ülemiste está ubicado a aproximadamente 4 kilómetros del centro de la ciudad de Tallin (Estonia), en la costa este del lago Ülemiste. Es el principal aeropuerto del país, recibiendo vuelos de cabotaje e internacionales, y sirve como base de operaciones a Nordica, la aerolínea nacional.
Cuenta con una única pista de asfalto, con una longitud de 3,480 metros y 45 metros de ancho, cuatro calles de rodaje y ocho puertas de embarque.

## Historia
El edificio del Aeropuerto de Tallin se empezó a construir en 1932, y fue inaugurado oficialmente el 20 de septiembre de 1936, aunque el aeropuerto había estado funcionando mucho antes de su inauguración oficial. Entre 1945 y 1989 Aeroflot fue la única aerolínea que operaba en el aeropuerto. Los vuelos regulares con aviones jet fueron iniciados en 1962. Una nueva terminal fue construida a fines de 1970, y la pista también fue alargada. La primera aerolínea extranjera que realizó vuelos regulares desde el Aeropuerto de Tallin fue Scandinavian Airlines System durante el otoño boreal de 1989. La terminal fue modernizada en 1999.  
El aeropuerto también ha tenido usos militares, más específicamente como base para aeronaves interceptoras. Fue la base para el 384° Regimiento de Aeronaves Interceptoras, que volaba aeronaves MiG-23P.

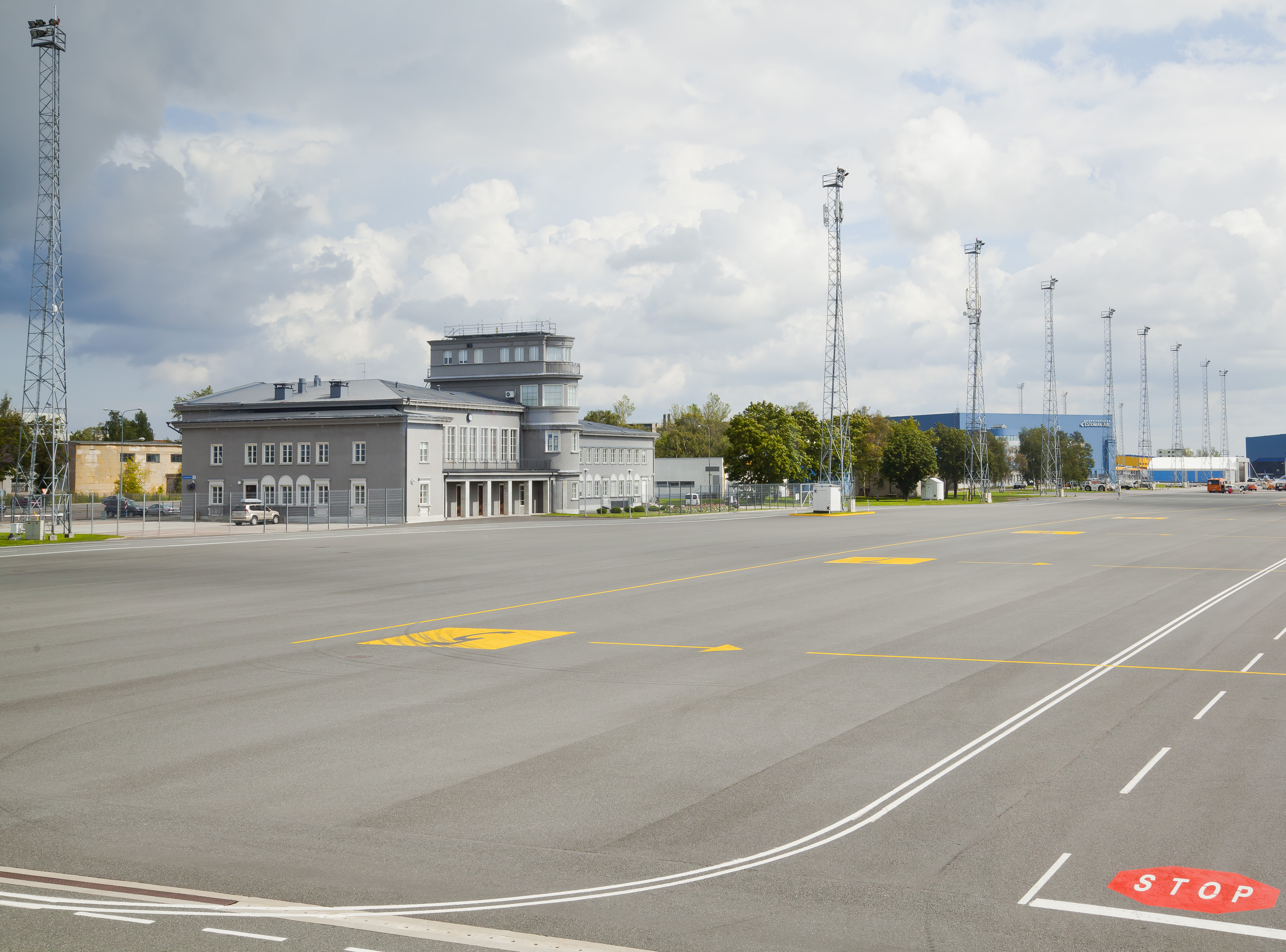
Torre de control.

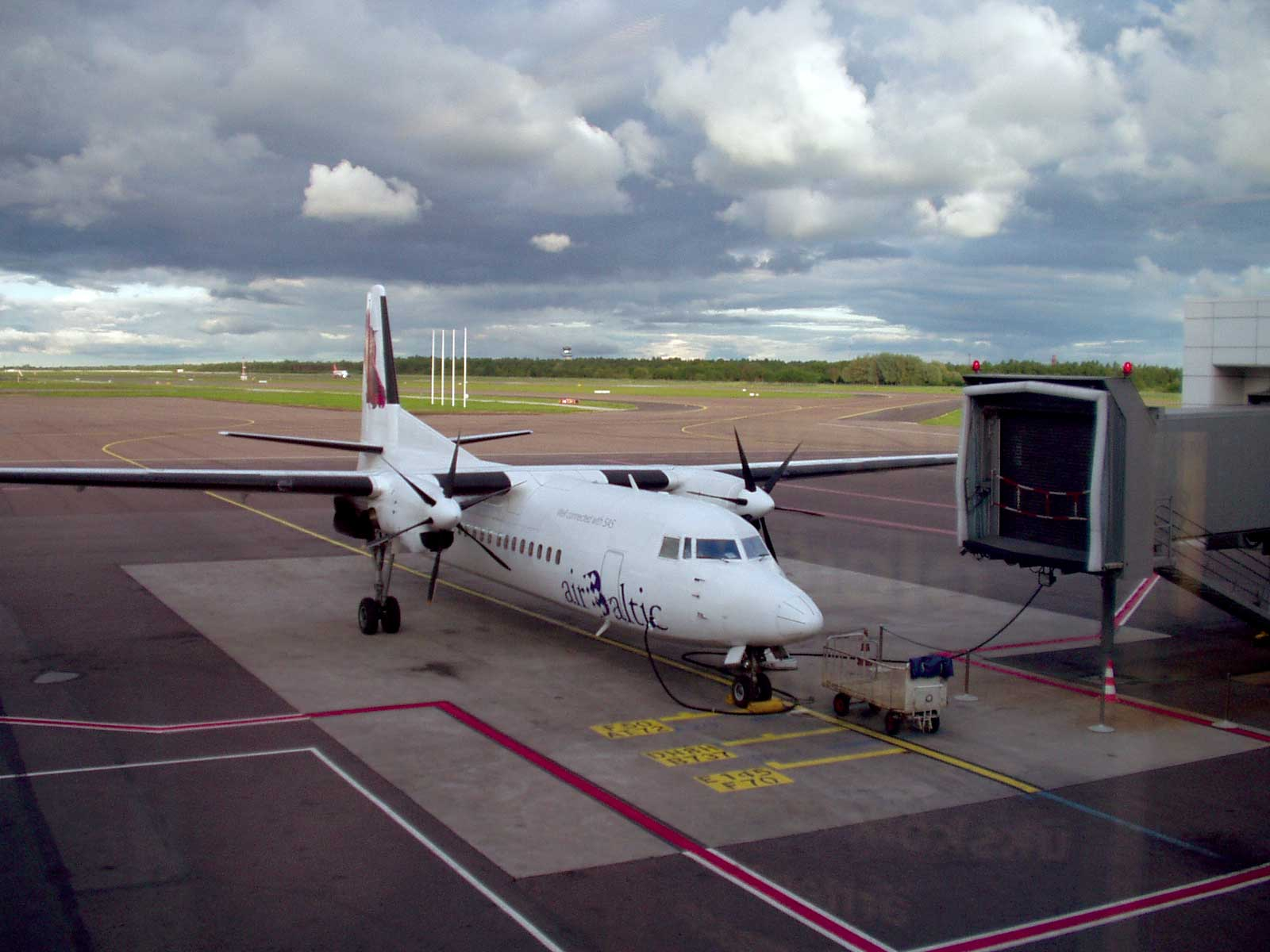
Fokker F50 de airBaltic en el Aeropuerto de Tallin.

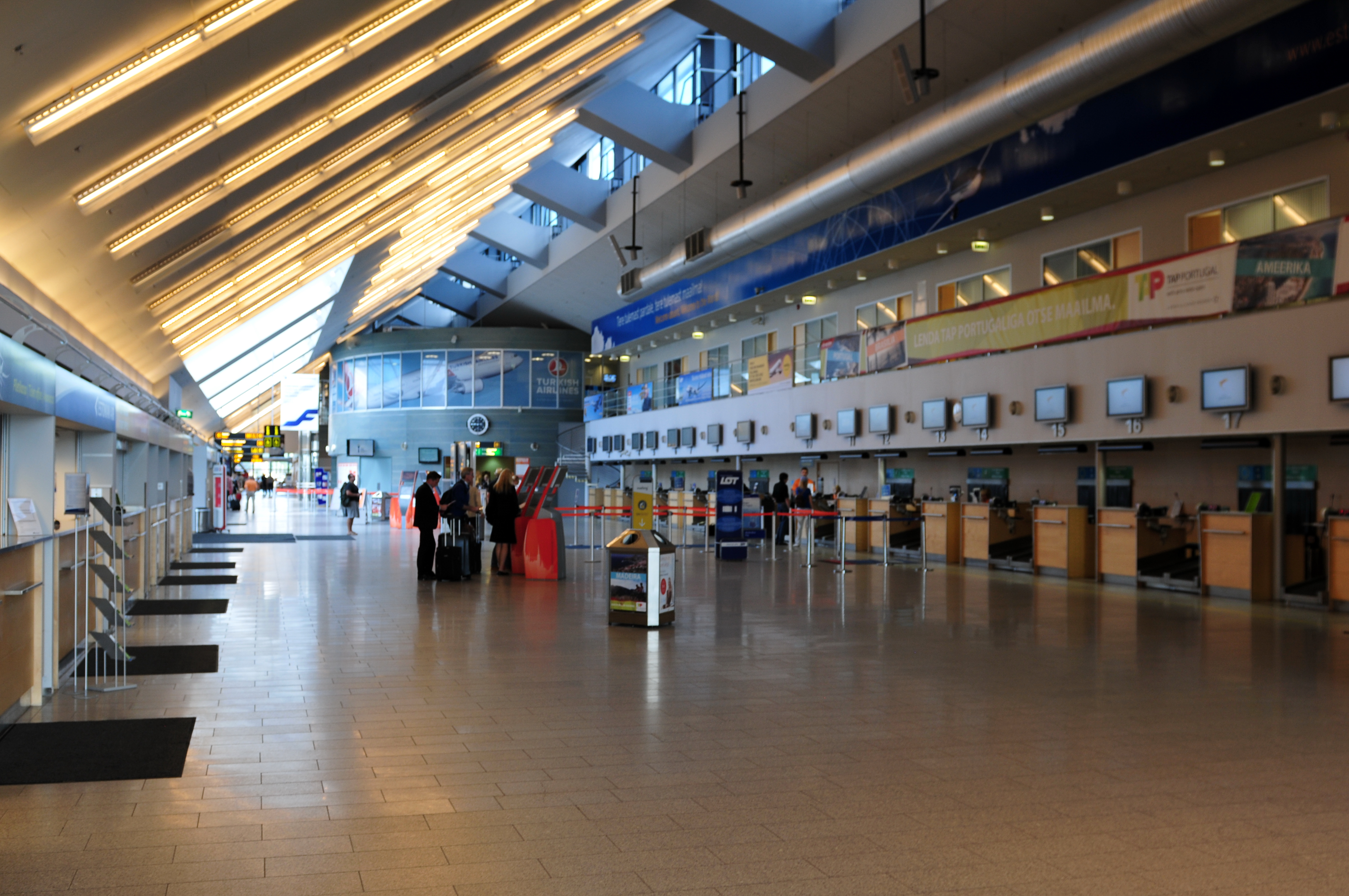
Terminal.

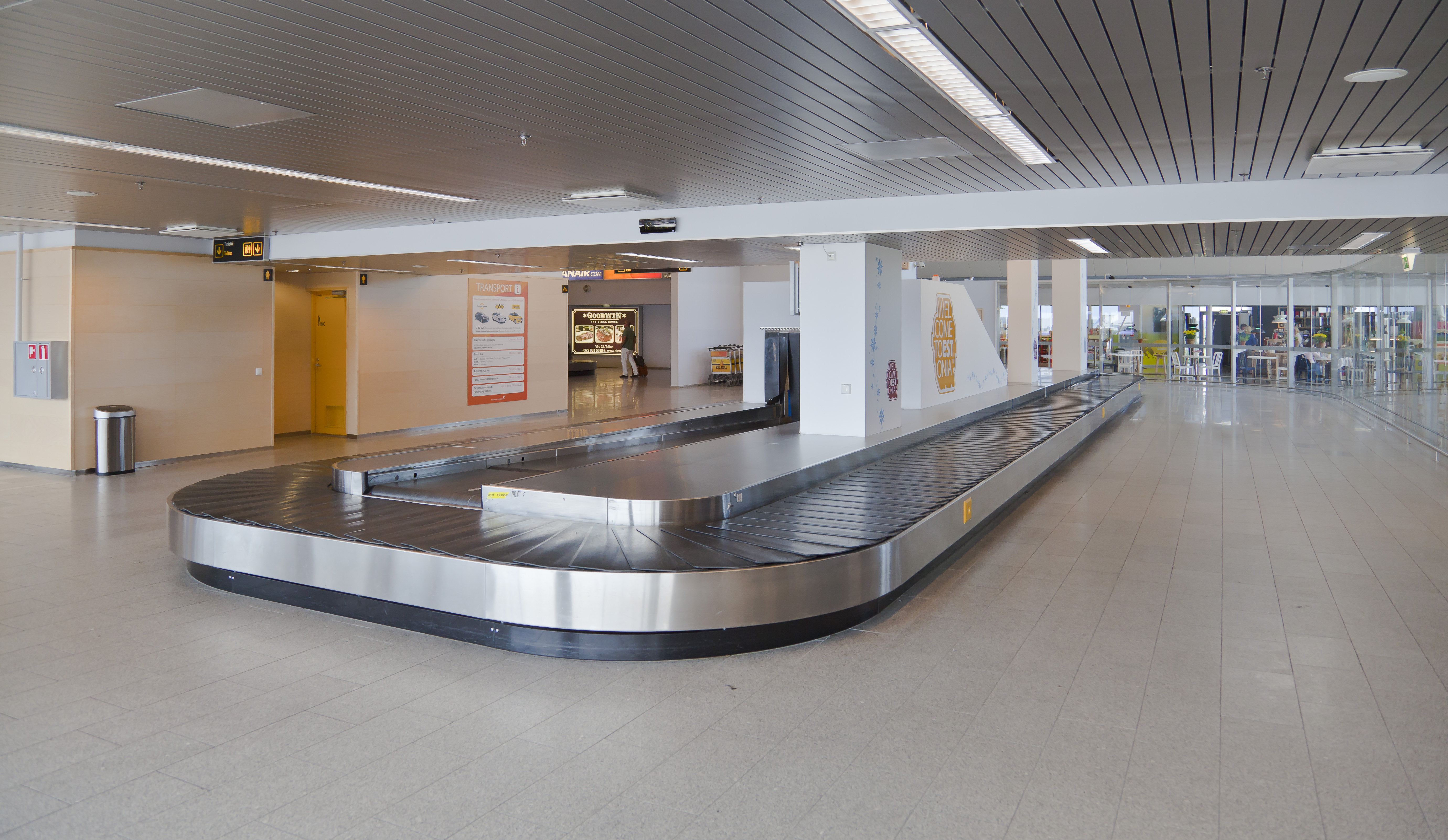
Recogida de equipajes.

## Terminal
Hay un pequeño número de locales comerciales en el edificio de la terminal, incluyendo una cafetería y una tienda libre de impuestos. El área de la terminal también incluye una oficina postal, servicios telefónicos, y acceso a internet inalámbrico gratuito. Alquiler de autos, agencias de turismo, casas de cambio, entre otros servicios, también están disponibes. La terminal cuenta con dos paradas de autobuses, la primera se encuentra en frente de las puertas de Partidas (los autobuses provienen del centro de la ciudad) y una segunda en frente de la puerta de Arribos (los autobuses se dirigen hacia el centro de la ciudad).

## Renombramiento

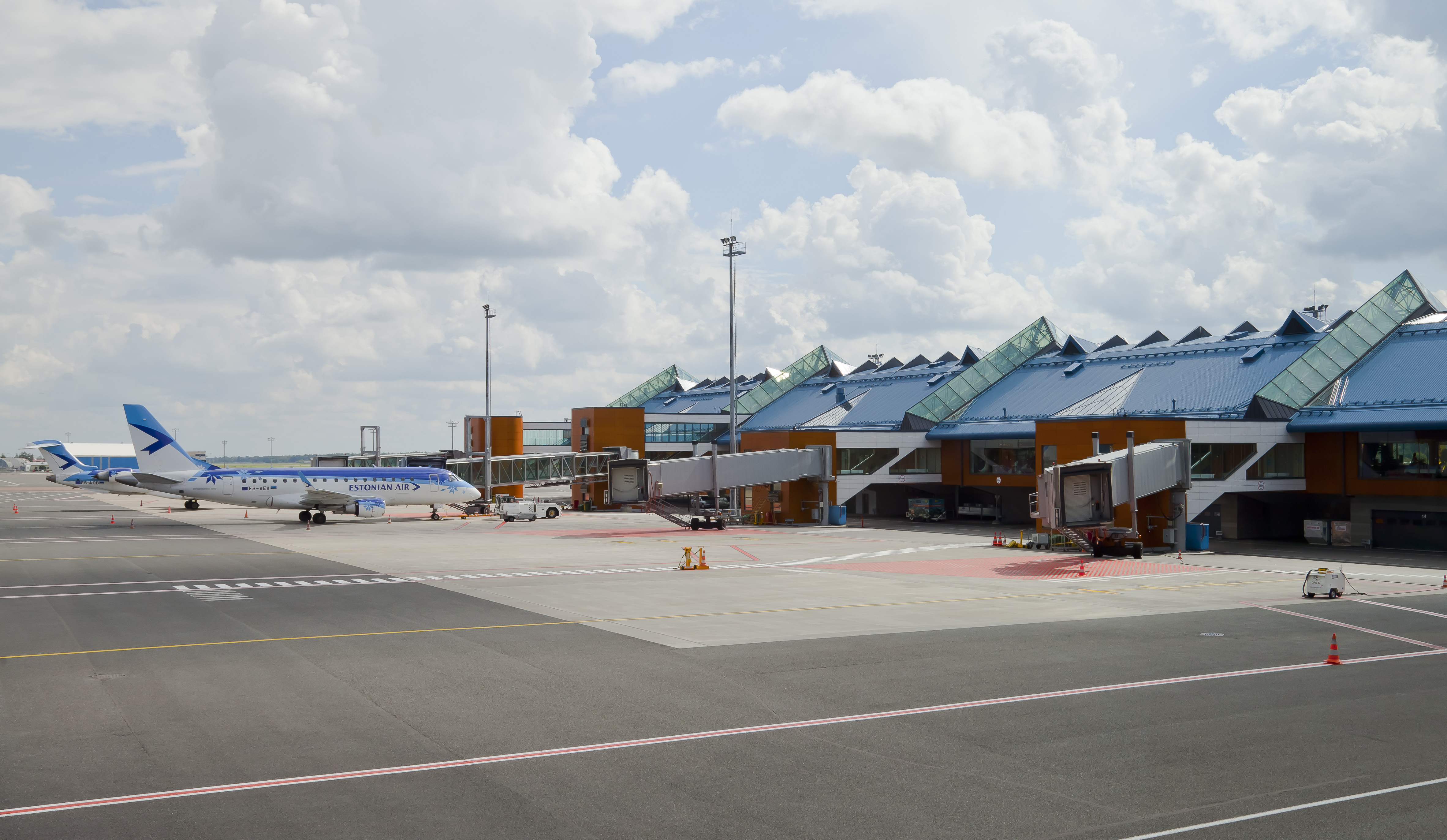
Vista de la nueva terminal del aeropuerto de Tallin.

Tras la muerte del expresidente de Estonia, Lennart Meri, el 14 de marzo de 2006, el periodista Argo Ideon de Eesti Ekspress propuso homenajearlo renombrando el Aeropuerto de Tallin como "Tallinna Lennart Meri Rahvusvaheline Lennujaam" (Aeropuerto Internacional Lennart Meri), citando los casos del Aeropuerto Internacional John F. Kennedy, Aeropuerto Internacional Charles de Gaulle, entre otros. El artículo de Ideon también mencionó el hecho de que el mismo Lennart Meri había mostrado preocupación por las condiciones en las que se encontraba la construcción de la era soviética por aquel entonces (en un suceso recordado, Meri, quien arribaba de Japón, llevó al grupo de periodistas que lo aguardaban hacia los baños del aeropuerto para ofrecer una conferencia de prensa allí. Esto con el objetivo de mostrar las pésimas condiciones en las que se encontraban las instalaciones en general.
El cambio de nombre fue discutido en una reunión ejecutiva el 29 de marzo de 2006, aunque hasta mayo de 2007, ningún comunicado oficial ha surgido en referencia a la propuesta. 

## Aerolíneas y destinos

Mapa que muestra la ubicación de los Aeropuertos de Estonia.

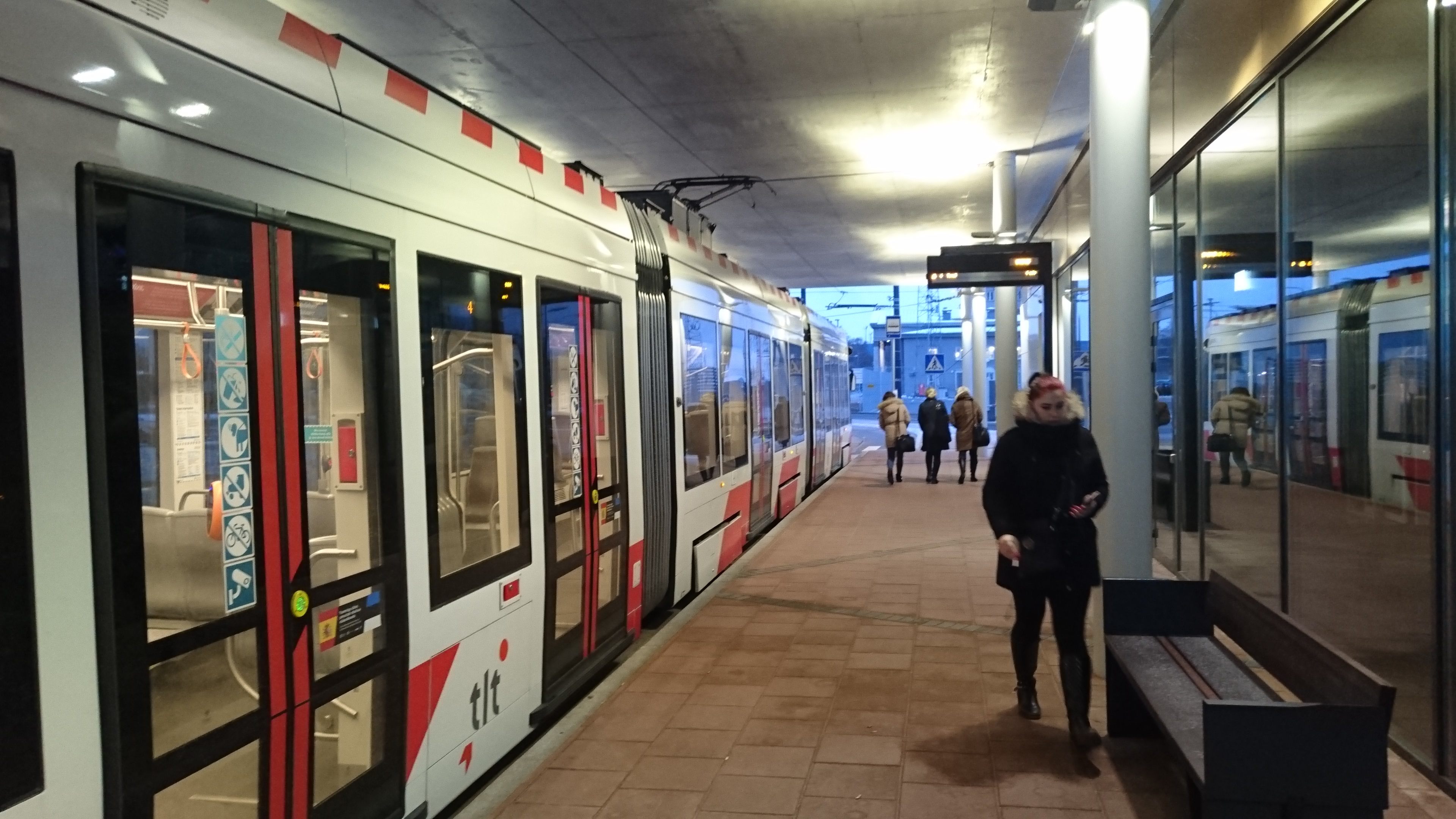
Estación de tranvía del Aeropuerto de Tallin

Red de tranvías de Tallin

| Aerolíneas            | Destinos |
| --------------------- | --- |
| Aegean Airlines       | Atenas |
| airBaltic             | Berlín-Brandeburgo París-Charles de Gaulle, Riga, Viena                                                                |
| Air Lituanica         | Vilna |
| Avies                 | Kärdla, Kuressaare, Pajala, Estocolmo-Arlanda, Torsby                                                                  |
| easyJet               | Londres-Gatwick |
| Finnair               | Helsinki |
| LOT Polish Airlines   | Bruselas, Estocolmo-Arlanda, Varsovia-Chopin                                                                           |
| Lufthansa             | Frankfurt |
| Norwegian Air Shuttle | Oslo-Gardermoen |
| Ryanair               | Bérgamo, Londres-Stansted, Moss, Weeze, Aeropuerto de Barcelona-El Prat estacional: Bremen, Dublín, Gerona, Mánchester |
| Turkish Airlines      | Estambul-Ataturk |